# グラン・サッソ襲撃
グラン・サッソ襲撃（グラン・サッソしゅうげき、英: Gran Sasso raid）は、第二次世界大戦中の1943年9月12日、ドイツ軍によって実施されたベニート・ムッソリーニの救出作戦。
この作戦は、アドルフ・ヒトラーの特命により、ドイツ空軍のクルト・シュトゥデントの指揮の下に実施されたもので、グラン・サッソの標高2,000メートルを超える山脈の稜線上に所在するホテルからの救出という困難な条件を克服して無傷でムッソリーニの救出に成功した。

## 背景
1943年7月25日、イタリア王国の首相であったムッソリーニは、ファシズム大評議会がムッソリーニに対する首相からの退任を要求する動議を採択したことにより、決議を支持する当時のイタリア王国における首相の任命権者であるイタリア国王のヴィットーリオ・エマヌエーレ3世から解任を申し渡されて首相の座を追われ、同時にエマヌエーレ国王が動員していたカラビニエリによって逮捕、拘束された。
これに対するナチス・ドイツの対応は素早く、即日でムッソリーニの失脚に関する情報を受けていたアドルフ・ヒトラーはイタリア戦線の完全な崩壊を危惧し、ファシズムの盟友である彼を救出するべく、ムッソリーニが逮捕された翌日にはドイツ空軍のクルト・シュトゥデントにムッソリーニ救出作戦の立案及び決行を、武装親衛隊のオットー・スコルツェニーには救出後の保護を指令した。

## 経過

### 作戦準備
ムッソリーニを首相から解任したエマヌエーレ国王はピエトロ・バドリオをムッソリーニの後継として首班指名した。エマヌエーレ国王から逮捕、拘束したムッソリーニの身柄を引き渡されたバドリオ政権は、反体制派による奪還を防ぐためにムッソリーニをイタリア軍のカラビニエリによる警備の下、イタリア各地を頻繁に移動させていたが、シュトゥデントはラジオ放送の暗号解読等による調査の結果、1943年8月28日以降、ムッソリーニがグラン・サッソの山中、コルノ・グランデの南側の稜線上のカンポ・インペラトーレと呼ばれている地域に所在する同名のホテルに幽閉されていることを突き止めた。
詳細な作戦計画が練られたが、ムッソリーニの幽閉されているホテルは標高2,000メートルを超える稜線上の狭い場所に建っており、ホテルまでは、がけ地をよじ登るか、一本道で山を大きく回り込む形で整備されている道路を利用するしかなく、カラビニエリの厳重な警備体制で容易に察知されてしまう条件にあった。本作戦はムッソリーニの身柄を無傷で確保するために、ホテルへ隠密裏に近づく必要があり、ドイツ軍にはアペニン山脈の麓から陸路で攻めていく選択肢はなかった。
だが航空機を投入するにも、付近に輸送機が着陸できる広い平坦な場所はなかった。空挺部隊がパラシュート降下を試みる場合は、山の稜線という地形特有の強風で狭い範囲に集中させての降下が困難であったし、ホテルの西側はロープウェイが設置された急ながけ地になっていて、西へ流された場合は非常に危険な場所であった。
そのため最終的に取りまとめられた作戦計画は、ドイツ空軍に所属するハラルト・モルス少佐を隊長とする降下猟兵を主力とし、救出後のムッソリーニを保護するための随行者であるスコルツェニーを始めとする少数の武装親衛隊員、並びに守備側が抵抗した際の説得役としてのイタリア社会共和国軍の将官フェルナンド・ソレティを加えて編成したコマンド部隊をグライダーのみでホテル付近へ直接降下させ、ムッソリーニ救出後は当時世界初の量産ヘリコプターであったFa223でムッソリーニをドイツ軍の支配地域まで輸送、グライダー降下した部隊は機体を乗り捨てて、陸路でドイツ軍の支配地域まで引き揚げる、というものになった。

### 作戦決行
1943年9月8日、イタリア王国が連合国に無条件降伏すると、枢軸国からの脱落と同時にバドリオ政権がムッソリーニを連合国へ引き渡すことを確実視していたナチス・ドイツには、一刻の猶予もなくなった。
そのような中、作戦の決行日は1943年9月12日、出撃予定時刻は6:00と決定され、出撃に間に合うよう、作戦部隊及び機材はローマの南方にあるプラティカ・ディ・マーレの飛行場に集合することになった。しかし、作戦決行日において、ドイツ軍のコマンド部隊が乗る逆噴射ロケット付きのDFS230の到着が遅れたために出撃を同日の午後に延期した他、集合のための移動中にFa223が壊れてしまったため、ドイツ空軍の司令部は高いSTOL性を持つ小型連絡機のFi156を代わりに飛ばすことにした。
13:00、ドイツ軍のコマンド部隊は、Hs126に曳航された12機のDFS230グライダーに分乗して出撃、後を追う形でFi156も出撃した。
カンポ・インペラトーレの上空で曳航機から切り離されたDFS230は、うち8機が着陸に成功、中にはホテルの目の前に着陸したものもあった。
着陸に失敗したグライダーでは若干の負傷者を出したものの、無事に降下できたドイツ空軍の降下猟兵がホテルを包囲、ハラルト・モルス少佐の率いる降下猟兵の一隊がムッソリーニの幽閉されていたホテルへ突入、ホテルを守備していたカラビニエリはグライダーで降下したドイツ軍のコマンド部隊に先手を取られて短時間でホテルを完全に包囲されたために抵抗する術を失っていたことから抵抗しなかった。
その後、降下猟兵は、後から続いて突入した武装親衛隊員とともにホテル内を捜索、一発の銃弾も発砲することなく幽閉されていたムッソリーニの身柄を無傷で確保した。
降下猟兵らがムッソリーニの身柄を確保する頃には、別の降下猟兵が下山に必要なロープウェイを確保していた他、壊れてしまったFa223の代わりに出されたヴァルター・ゲールラッハの操縦するFi156がホテルのすぐそばの平坦地に着陸しており、救出後の保護のために現地へ随行していた武装親衛隊のスコルツェニーは降下猟兵からムッソリーニの身柄の引き渡しを受けるとムッソリーニとともにFi156に乗り込んだ。Fi156は重量オーバーながらも75m程度の滑走で無事に離陸し、グラン・サッソを脱出した。
また、グライダーで降下した部隊はロープウェイで麓の街へ下山し、予定どおり陸路でドイツ軍の支配地域まで引き揚げた。

## 戦闘の影響
作戦決行直前の1943年9月8日にイタリア王国が連合国に無条件降伏してしまっていたことから作戦は無駄に終わったものの、ナチス・ドイツはこの作戦によって救出したムッソリーニを国家元首とするイタリア社会共和国を連合軍が侵攻していなかったイタリア北部のドイツ軍支配地域に樹立して戦争を継続した。このイタリア社会共和国は事実上、ナチス・ドイツの監督下に置かれた傀儡政権であり、イタリア国内が第二次世界大戦の終戦直前までナチス・ドイツに協力するイタリア社会共和国と連合国に協力するイタリア王国とに分裂して内戦状態に陥ったことから、ファシズムの歴史においても、この作戦は非常に重要な意味を持つものになった。
また、この作戦における功績により、スコルツェニーは親衛隊少佐に昇進の上、騎士鉄十字章が授与され、モルスにはドイツ黄金十字章が授与されている。
なお、ナチス・ドイツの宣伝機関が本件に関して、スコルツェニーがムッソリーニとともにFi156で脱出する部分を誇張して大々的に宣伝したため、連合軍ではスコルツェニーについて神出鬼没のコマンド部隊指揮官というイメージが定着し、後にパンツァーファウスト作戦並びにグライフ作戦等のコマンド部隊による作戦を指揮したこともあって最終的に「ヨーロッパで最も危険な男」と過大評価されるに至ったが、この時のスコルツェニーを始めとする武装親衛隊は救出後のムッソリーニを保護するための随行者という政治的な理由で同行していたに過ぎなかったためこれは誤解である。
さらに、実施されなかったものの、シュトゥデントは、この作戦の続きとして、ナチス・ドイツを裏切ったイタリア王国に対する報復の意味を含めたイタリア国王一家誘拐の計画も立案していた。

## ギャラリー
この作戦は、小規模なコマンド作戦であったが、ドイツ軍が報道班を同行させたため、記録写真及び記録フィルムが公式に残されている。記録フィルムに関しては外部リンクを参照されたい。
なお、この作戦では、本格的な戦闘に発展しなかったため、戦闘の記録写真で多くなりがちな血腥いシーンはほとんどない。

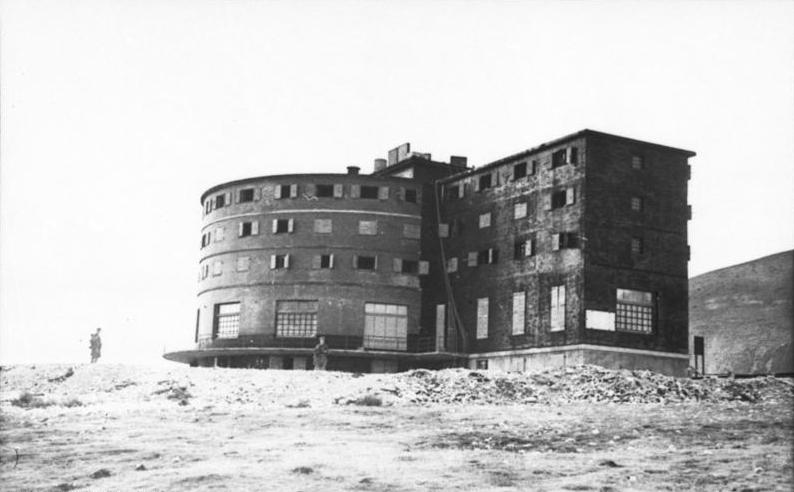
作戦当時のホテル「カンポ・インペラトーレ」
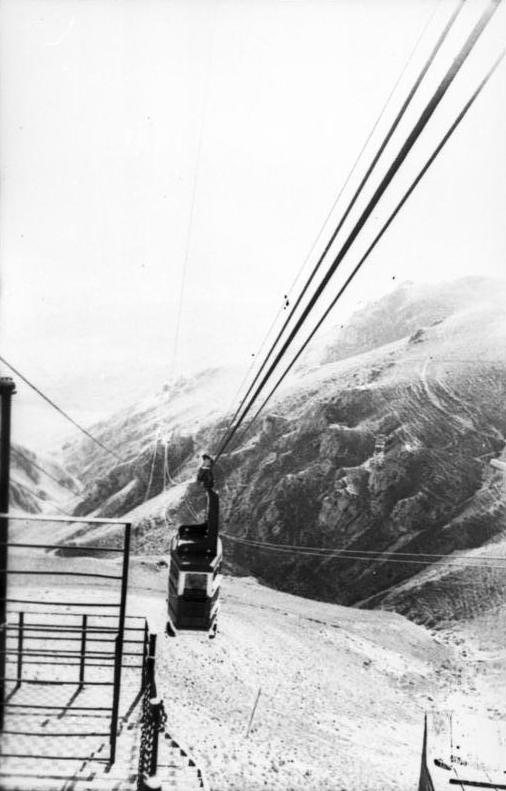
カンポ・インペラトーレの交通手段である麓の街からのロープウェイ
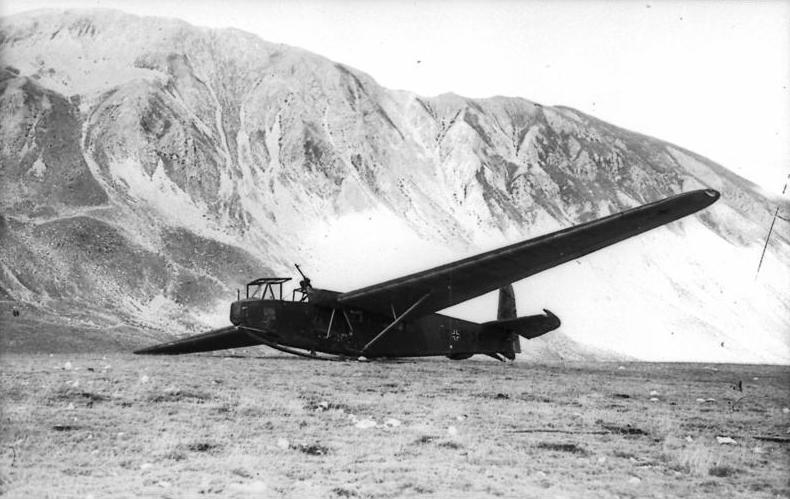
着陸したグライダー
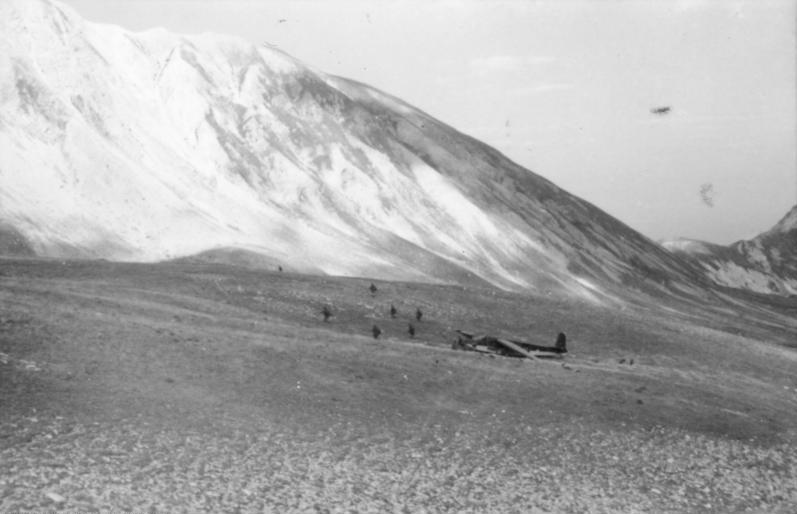
着陸したグライダーから飛び出す降下猟兵
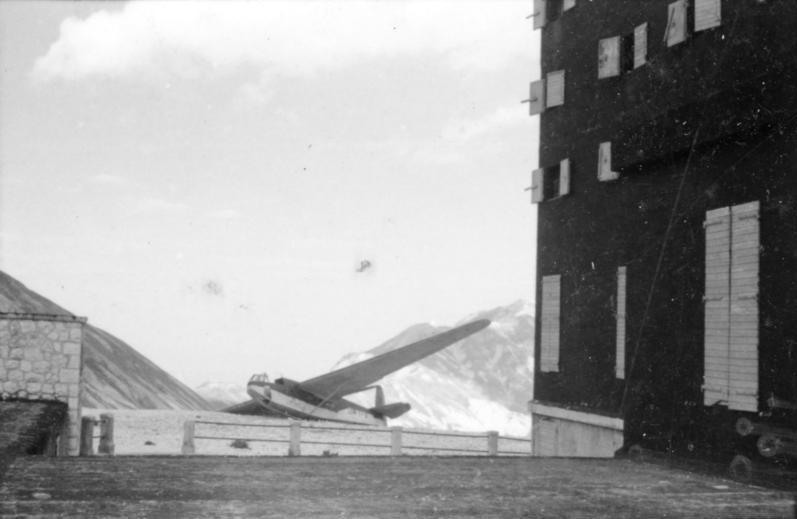
ホテルの目の前に着陸したグライダー
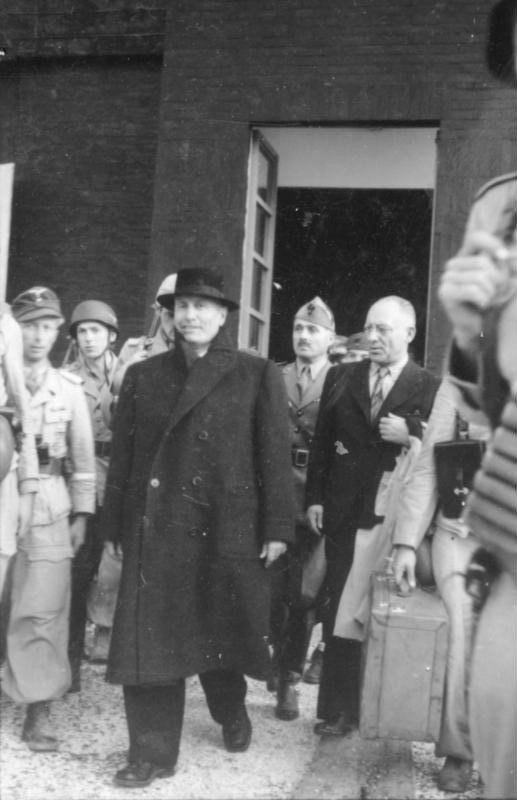
幽閉されていたホテルから出てくるムッソリーニ
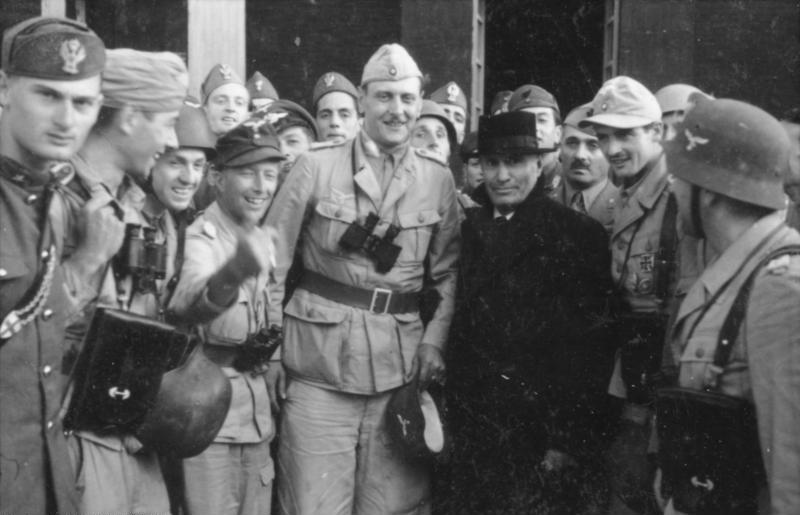
ホテルから出てきたムッソリーニを囲んでの一葉。ムッソリーニの向って左側の一人目がスコルツェニー、二人目がモルス。最後列はホテルを守備していたカラビニエリ達。
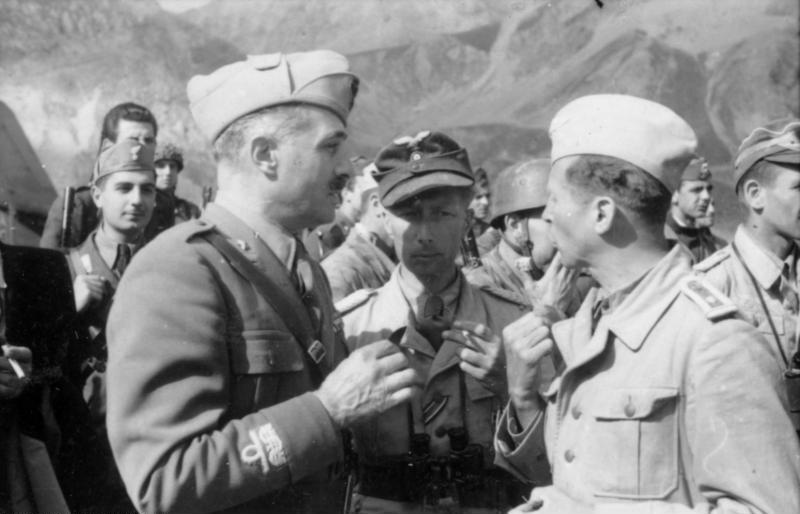
現地で打ち合わせをするモルスとソレティ
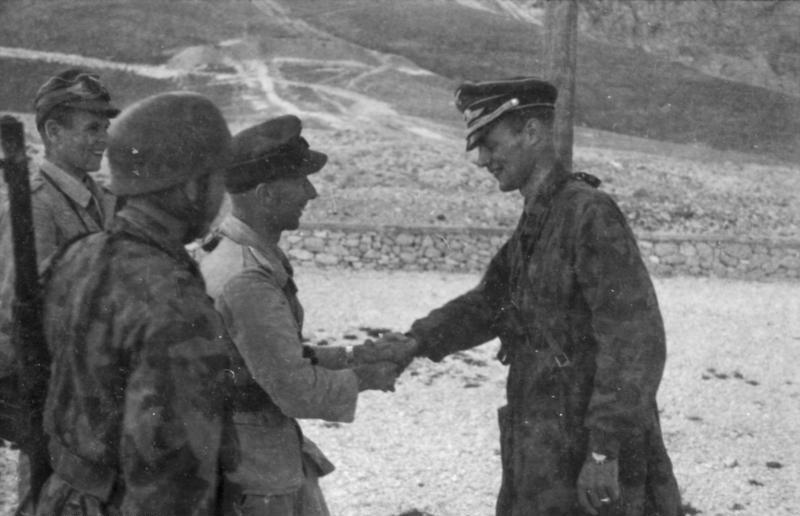
作戦成功を喜ぶモルスと部下のベルレプシュ中尉
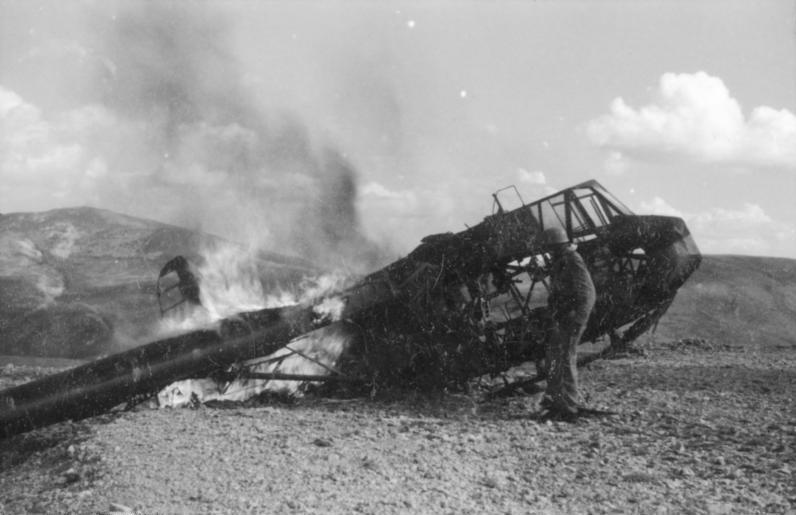
回収できないグライダーを処分するドイツ軍兵士
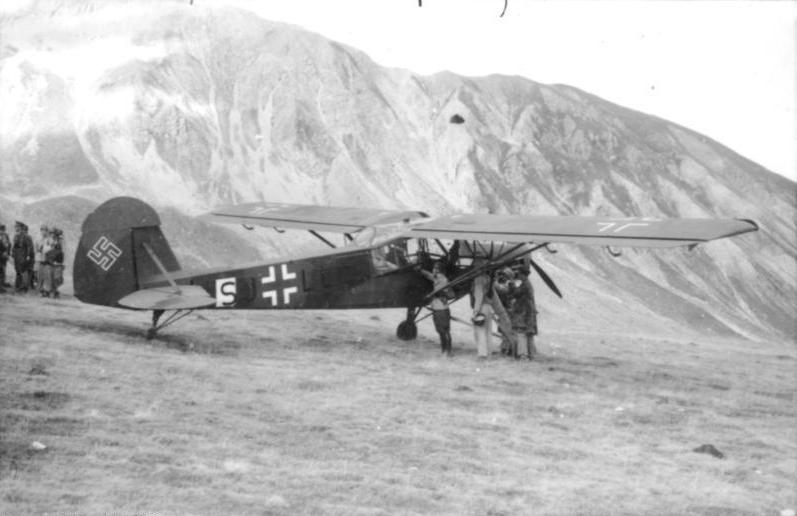
ムッソリーニを輸送するために着陸したFi156
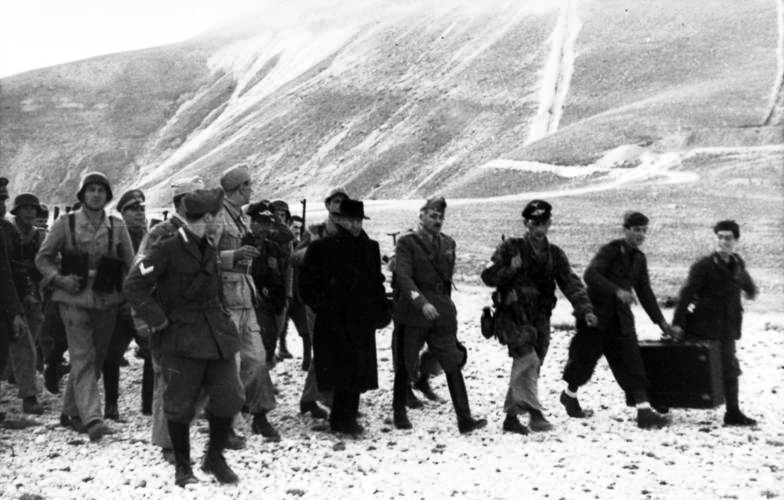
降下猟兵とともにFi156へ向うムッソリーニ
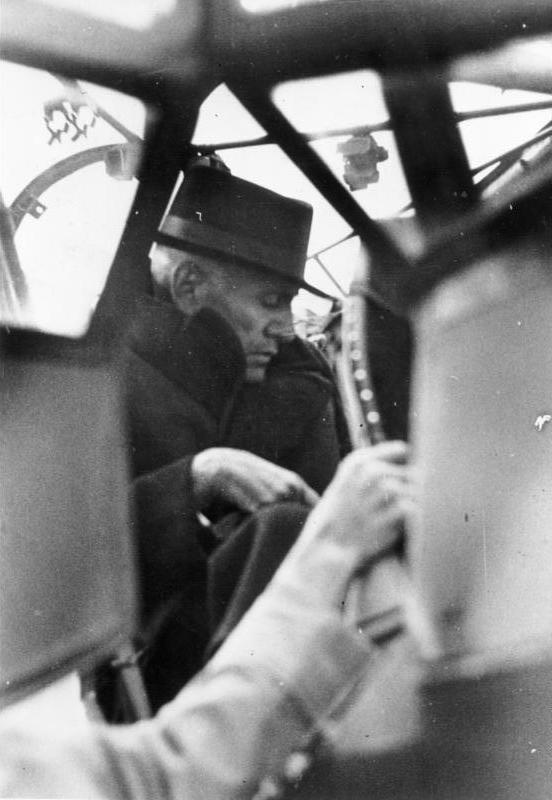
Fi156に乗り込んだムッソリーニ
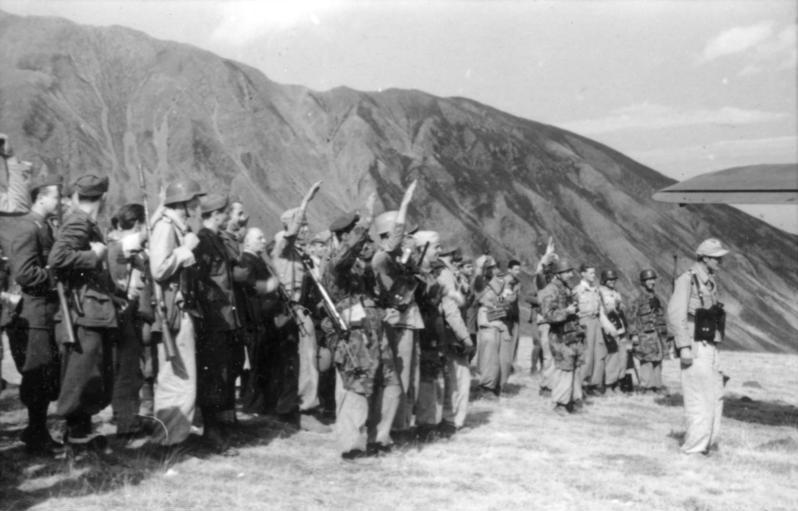
ムッソリーニを乗せたFi156を見送る兵士達